# Saperda moesta
Saperda moesta es una especie de escarabajo longicornio del género Saperda, tribu Saperdini, subfamilia  Lamiinae. Fue descrita científicamente por LeConte en 1850.

## Descripción
Mide 7-13 milímetros de longitud.

## Distribución
Se distribuye por Canadá y Estados Unidos.